# Mokřany (Nechvalice)
Mokřany jsou malá vesnice, část obce Nechvalice v okrese Příbram ve Středočeském kraji. Nachází se asi 1,5 kilometru jihovýchodně od Nechvalic. Vesnicí protéká Počepický potok. V roce 2011 zde trvale žilo 54 obyvatel.
Mokřany leží v katastrálním území Mokřany u Nechvalic o rozloze 4,38 km². V katastrálním území Mokřany u Nechvalic leží i Hodkov.

## Historie
První písemná zmínka o vesnici pochází z roku 1542.

## Obyvatelstvo
| Rok            | 1869 | 1880 | 1890 | 1900 | 1910 | 1921 | 1930 | 1950 | 1961 | 1970 | 1980 | 1991 | 2001 | 2011 | 2021 |
| -------------- | ---- | ---- | ---- | ---- | ---- | ---- | ---- | ---- | ---- | ---- | ---- | ---- | ---- | ---- | ---- |
| Počet obyvatel | 144  | 154  | 129  | 113  | 110  | 151  | 93   | 109  | 106  | 119  | 59   | 53   | 53   | 54   | 58   |
| Počet domů     | 20   | 20   | 17   | 17   | 18   | 18   | 18   | 23   | 23   | 27   | 15   | 19   | 19   | 19   | 21   |

## Obecní správa
Při sčítání lidu v letech 1850–1960 Mokřany byly osadou obce Ředice, se kterým patřil nejprve do okresu Sedlčany, ale od roku 1960 v okrese Příbram. Od 1. července 1960 jsou částí obce Nechvalice v okrese Příbram.